# Prins Willem-Alexanderbrug
Prins Willem-Alexanderbrug – drogowy most wantowy nad rzeką Waal pomiędzy Echteld i Beneden-Leeuwen, w prowincji Geldria, w Holandii. Został otwarty w czerwcu 1974 roku. W 1996 roku zniesiono pobieranie opłat za przejazd. Przez most biegnie droga N323 mająca w tym miejscu po dwa pasy ruchu w każdą stronę, po obu stronach mostu znajdują się również ścieżki rowerowe. Całkowita długość mostu wynosi 1419 m, w tym 612 m stanowi część podwieszana. Ponieważ planowane początkowo przedłużenie drogi biegnącej przez most w kierunku południowym do Oss nie zostało zrealizowane, obiekt zyskał miano „mostu donikąd”.